# Douglas (Wyoming)
Douglas – miasto w Stanach Zjednoczonych, w stanie Wyoming, w hrabstwie Converse.